# Mondher Kebaier
Mondher Kebaier (in arabo منذر الكبير‎?; Biserta, 2 aprile 1970) è un allenatore di calcio ed ex calciatore tunisino, di ruolo difensore, tecnico del Club Africain.

## Carriera

### Allenatore
Terminata la carriera da calciatore, inizia ad allenare nel 1998 ricevendo come primo incarico la guida del Djerba. negli anni seguenti allena diverse squadre in patria tra cui Étoile du Sahel, Club Africain ed Espérance.
Il 27 agosto 2019 viene nominato CT della nazionale tunisina sostituendo il dimissionario Alain Giresse. Ha condotto la nazionale africana alla qualificazione alla Coppa d'Africa 2021, dove ha raggiunto i quarti di finale, venendo eliminata dal Burkina Faso (0-1). Al termine della competizione, è stato sollevato dall'incarico.